# Clathria osismica
Clathria osismica är en svampdjursart som först beskrevs av Jacqueline Cabioch 1968.  Clathria osismica ingår i släktet Clathria och familjen Microcionidae. Inga underarter finns listade i Catalogue of Life.